# 노 효공
효공(孝公, ? ~ 기원전 769년, 재위 기원전 796년 ~ 기원전 769년)은 중국 주 시대 노나라의 제12대 임금이다. 이름은 칭(稱)이다.

## 즉위
주 선왕이 세운 노후 의공을 노나라에서 죽이고 노후 백어를 노후로 세우자, 선왕은 기원전 796년에 노나라를 쳐 노후 백어를 죽이고 중산보에게 물어 효공을 새 노후로 세웠다. 효공은 백어의 즉위년인 기원전 806년을 원년으로 삼아 개원했다.
기원전 769년(효공 38년), 재위 27년 만에 죽어, 아들 불황이 뒤를 이었다.

## 가정
- 노 무공 (아버지)
  - 괄 (형)
  - 노 의공 (형)
  - 노 효공
    - 노 혜공 (아들)
    - 공자 구(公子彄) (아들)
    - 공자 익사(公子益師) (아들)